# Porträtgalerie merkwürdiger Luzerner

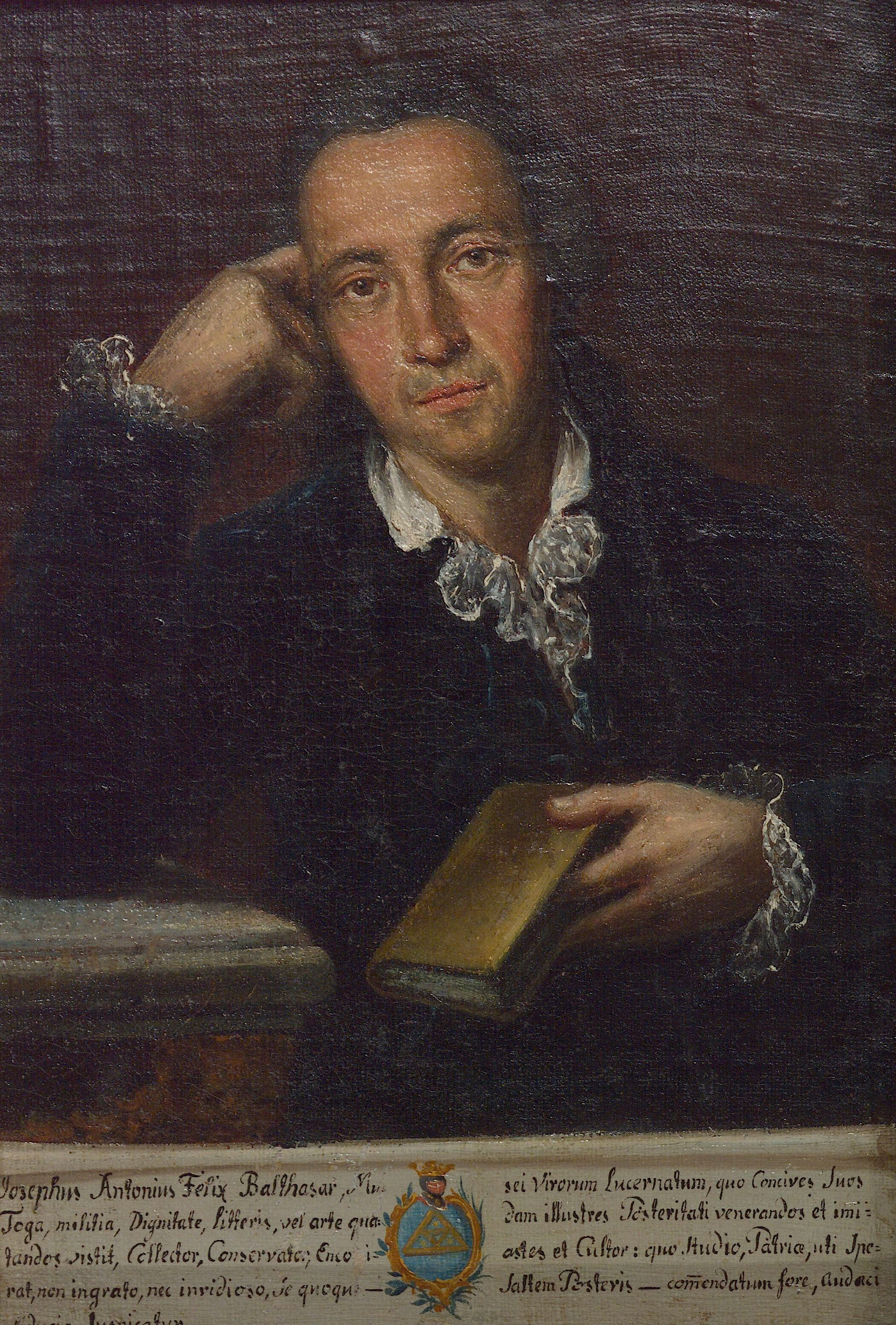
Joseph Anton Felix von Balthasar

Die Porträtgalerie merkwürdiger Luzerner (auch Porträtgalerie der merkwürdigen Luzernerinnen und Luzerner) umfasst 262 Porträts (Stand: 2025) von 261 verstorbenen Persönlichkeiten, die in Stadt und Kanton Luzern bedeutsame Leistungen vollbracht haben. «Merkwürdig» hatte im damaligen Sprachgebrauch im Sinne von «des Merkens würdig» die Bedeutung von bemerkenswert. Die Galerie ist Gegenstand von Ergänzungen. Die kleinformatigen Bilder gehören zum Besitz der Korporation Luzern und hängen als Sondersammlung im Katalogsaal der Zentral- und Hochschulbibliothek (ZHB). Die Spanne der Porträtierten reicht zeitlich von Petermann von Gundoldingen († 1386) bis zu Hans Erni († 2015).
Ein historisches Verzeichnis Kurze Lebens-Notizen zu der Portrait-Gallerie merkwürdiger Luzerner auf der Bürgerbibliothek in Luzern haben Joseph Anton Felix von Balthasar «bis zum Jahre 1777» und Kasimir Pfyffer «bis auf die heutige Zeit» angelegt. Es wurde nach Pfyffers Tod 1881/1882 veröffentlicht.
Nach Rittern, Bischöfen, Schriftstellern, Politikern und Hochschullehrern gehören zu den jüngsten zwölf Porträts erstmals die Abbildungen von fünf Frauen: Emilie Dormann, Anna Neumann, Maria Leberer, Josi Meier und Marie Amrein-Troller. Das Porträt von Hans Erni ist das jüngste der Galerie und wurde im Jahr 2025 aufgenommen.
Bekannte Künstler, die Gemälde anfertigten, sind Philipp Jakob Schwegler, Charles Wyrsch und Bruno Müller-Meyer. Die Porträts wurden mit Ölfarben meist auf Leinwand angelegt. Malgrund konnte auch Holz, Blech oder Hartfaserplatte sein.

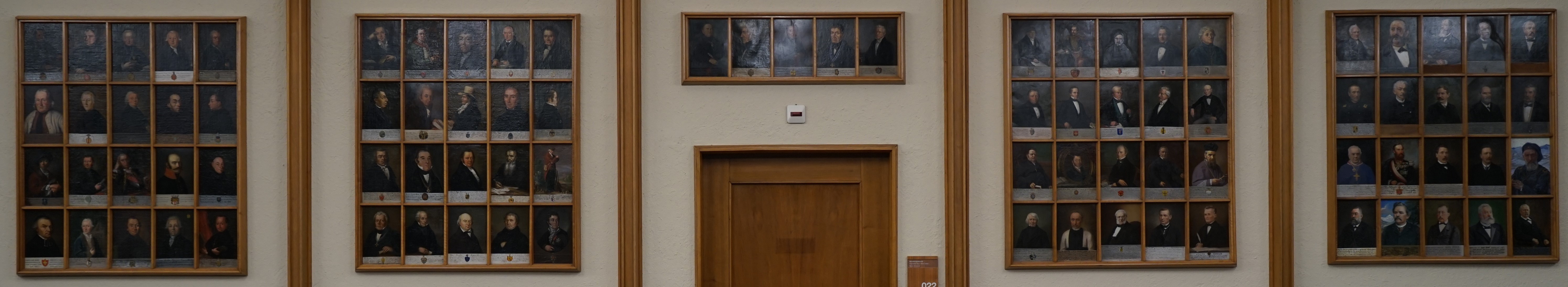
125 Porträts der 262 Porträts im Katalogsaal der ZHB

## Liste der dargestellten Persönlichkeiten
| Nummer | Portrait | Person |
| ------ | -------- | --- |
| 1      |          | Petermann von Gundoldingen Schultheiss von Luzern (Biogramm in den Kurzen Lebens-Notizen) |
| 2      |          | Peter Rust Schultheiss von Luzern (1412–1478) (Biogramm in den Kurzen Lebens-Notizen) |
| 3      |          | Kaspar von Hertenstein Schultheiss von Luzern († 1486) (Biogramm in den Kurzen Lebens-Notizen) |
| 4      |          | Heinrich Imgrund Schweizer katholischer Priester, Pfarrer von Stans (verstarb 1493) (Biogramm in den Kurzen Lebens-Notizen) |
| 5      |          | Heinrich Imgrund Schweizer katholischer Priester, Pfarrer von Stans (verstarb 1493) (Biogramm in den Kurzen Lebens-Notizen) |
| 6      |          | Frischhans Theiling Luzerner Kriegsmann († 1487) (Biogramm in den Kurzen Lebens-Notizen) |
| 7      |          | Melchior Russ Schweizer Geschichtsschreiber († 1499) (Biogramm in den Kurzen Lebens-Notizen) |
| 8      |          | Jost von Silenen Bischof und Politiker der Alten Eidgenossenschaft (Biogramm in den Kurzen Lebens-Notizen) |
| 9      |          | Diebold Schilling der Jüngere Schweizer Chronist (Biogramm in den Kurzen Lebens-Notizen) |
| 10     |          | Ulrich Gering Aus dem Kanton Luzern stammender Buchdrucker (verstorben 1510) (Biogramm in den Kurzen Lebens-Notizen) |
| 11     |          | Kaspar von Silenen Schweizer Militärpersonal. 1. Kommandeur der Päpstlichen Schweizer Garde (Biogramm in den Kurzen Lebens-Notizen) |
| 12     |          | Melchior Zur Gilgen Goldschmied, Wirt und Politiker aus Luzern (1474–1519) (Biogramm in den Kurzen Lebens-Notizen) |
| 13     |          | Jakob von Hertenstein Schultheiss von Luzern (1460–1527) (Biogramm in den Kurzen Lebens-Notizen) |
| 14     |          | Peter von Hertenstein Leiter der Schweizergarde, verstorben 1510 (Biogramm in den Kurzen Lebens-Notizen) |
| 15     |          | Thomas Murner katholischer Publizist und Dichter (1475–1537) (Biogramm in den Kurzen Lebens-Notizen) |
| 16     |          | Jodocus Kilchmeyer reformierter Geistlicher und Reformator (Biogramm in den Kurzen Lebens-Notizen) |
| 17     |          | Oswald Geisshüsler Schweizer Reformator (Biogramm in den Kurzen Lebens-Notizen) |
| 18     |          | Johann Feer Schweizer Konventuale, verstorben 1554 (Biogramm in den Kurzen Lebens-Notizen) |
| 19     |          | Niklaus von Meggen Schultheiss von Luzern (verstorben 1564) (Biogramm in den Kurzen Lebens-Notizen) |
| 20     |          | Jost von Meggen 4. Kommandant der Päpstlichen Schweizergarde (Biogramm in den Kurzen Lebens-Notizen) |
| 21     |          | Ludwig Carinus Schweizer Humanist und Arzt (1496–1569) (Biogramm in den Kurzen Lebens-Notizen) |
| 22     |          | Ulrich Heiserlein Schultheiss von Luzern (gestorben 1573) (Biogramm in den Kurzen Lebens-Notizen) |
| 23     |          | Ludwig zur Gilgen Schweizer Politiker (1547–1577) (Biogramm in den Kurzen Lebens-Notizen) |
| 24     |          | Johann Hürlimann Schweizer Pfarrer und Chorherr (verstorben 1577 in Luzern) (Biogramm in den Kurzen Lebens-Notizen) |
| 25     |          | Rudolfus Collinus Schweizer Theologe, Weggefährte von Ulrich Zwingli (Biogramm in den Kurzen Lebens-Notizen) |
| 26     |          | Leodegar Ritzi Schweizer Franziskaner aus dem Entlebuch (gestorben 1588) (Biogramm in den Kurzen Lebens-Notizen) |
| 27     |          | Hans Heinrich Wägmann Schweizer Maler, Zeichner und Kartograf (Biogramm in den Kurzen Lebens-Notizen) |
| 28     |          | Jost Segesser von Brunegg Schweizer Militär, 6. Kommandeur der Päpstlichen Schweizer Garde (Biogramm in den Kurzen Lebens-Notizen) |
| 29     |          | Ludwig Pfyffer von Altishofen Schweizer Militärführer (1524–1594) (Biogramm in den Kurzen Lebens-Notizen) |
| 30     |          | Niklaus Krus Schweizer Politiker, eidgenössischer Gesandter am Hof Heinrich III. von Frankreich (verstorben 1595) (Biogramm in den Kurzen Lebens-Notizen) |
| 31     |          | Hieronymus von Hertenstein Schweizer Offizier (1547–1597) (Biogramm in den Kurzen Lebens-Notizen) |
| 32     |          | Jost Krebsinger Ritter Schultheiss von Luzern (gestorben 1598) (Biogramm in den Kurzen Lebens-Notizen) |
| 33     |          | Jost Pfyffer Luzerner Politiker, Vogt und Hauptmann (Biogramm in den Kurzen Lebens-Notizen) |
| 34     |          | Peter Emberger Schweizer Geistlicher, Propst von Beromünster (1557–1611) (Biogramm in den Kurzen Lebens-Notizen) |
| 35     |          | Renward Cysat Politiker, Apotheker und Staatsschreiber von Luzern (1545–1614) (Biogramm in den Kurzen Lebens-Notizen) |
| 36     |          | Kaspar Pfyffer von Mauensee Luzerner Ratsmitglied, Herr zu Mauensee, Bruder des Schultheiss Jost Pfyffer des Älteren, Stifter vom Kloster Wesemlin (1524–1616) (Biogramm in den Kurzen Lebens-Notizen) |
| 37     |          | Wilhelm Balthasar Hauptmann der päpstlichen Garde in Avignon, von Luzern (verstorben 1621) (Biogramm in den Kurzen Lebens-Notizen) |
| 38     |          | Niklaus Ratzenhofer Mitglied des inneren Rates, von Luzern (verstorben 1621) (Biogramm in den Kurzen Lebens-Notizen) |
| 39     |          | Jakob Sonnenberg Luzerner Ratsmitglied, Vogt, Pannerherr. Vom Papst zum Ritter geschlagen (Biogramm in den Kurzen Lebens-Notizen) |
| 40     |          | Heinrich Cloos Luzerner Politiker und Militär (Biogramm in den Kurzen Lebens-Notizen) |
| 41     |          | Rudolf Pfyffer von Altishofen Luzerner Verwalter der Vogtei Arbon, Militär und Politiker (1545–1630) (Biogramm in den Kurzen Lebens-Notizen) |
| 42     |          | Walther Amrhyn Politiker und Militär, Schultheiss von Luzern. Geboren vor 1570 Luzern, gestorben 31.3.1635 Luzern, kath., Sohn des Kleinrats Joseph ( 1586). ∞ 1) 1587 Jakobea Pfyffer von Altishofen, 2) 1624 Elisabeth Bodmer, von Baden, Witwe des Schultheiss Jost Pfyffer. (Biogramm in den Kurzen Lebens-Notizen) |
| 43     |          | Moritz Anderallmend Schultheiss von Luzern (1572–1634) (Biogramm in den Kurzen Lebens-Notizen) |
| 44     |          | Ludwig Schumacher Schweizer, Staatsmann und Militär (Biogramm in den Kurzen Lebens-Notizen) |
| 45     |          | Niklaus Fleckenstein 8. Kommandant der Päpstlichen Schweizergarde (verstarb 1640) (Biogramm in den Kurzen Lebens-Notizen) |
| 46     |          | Ludwig Bircher Schweizer Chorherr und Probst zu Beromünster (1584–1640) (Biogramm in den Kurzen Lebens-Notizen) |
| 47     |          | Jost Bircher Schweizer Staatsmann und Ritter von Luzern (verstorben 1645) (Biogramm in den Kurzen Lebens-Notizen) |
| 48     |          | Nikolaus Fleckenstein Schweizer Ordensritter (1580–1645) (Biogramm in den Kurzen Lebens-Notizen) |
| 49     |          | Johann Groß Schweizer Soldat der päpstlichen Garde in Rom, Cicerone in Rom (Biogramm in den Kurzen Lebens-Notizen) |
| 50     |          | Jost Fleckenstein 9. Kommandant der Päpstlichen Schweizergarde (Biogramm in den Kurzen Lebens-Notizen) |
| 51     |          | Johann Dueller Schweizer Arzt und Universitätsprofessor der Medizin zu Ingolstadt (1614–1656) (Biogramm in den Kurzen Lebens-Notizen) |
| 52     |          | Jakob Bircher Schweizer Staatsmann, Schultheiss von Luzern (verstarb 1646) (Biogramm in den Kurzen Lebens-Notizen) |
| 53     |          | Jost Bachmann Schweizer Jesuit und Missionar (ca. 1613–1656) (Biogramm in den Kurzen Lebens-Notizen) |
| 54     |          | Jost Knab Schweizer römisch-katholischer Bischof von Lausanne, Fribourg und Genf (1593–1658) (Biogramm in den Kurzen Lebens-Notizen) |
| 55     |          | Ulrich Dulliker Schweizer Politiker, Kleinrat und Schultheiss von Luzern (1606–1658) (Biogramm in den Kurzen Lebens-Notizen) |
| 56     |          | Laurenz Furrer Schweizer Jesuit und Theologe (1589–1659) (Biogramm in den Kurzen Lebens-Notizen) |
| 57     |          | Niklaus Wysing Schweizer Arzt (Biogramm in den Kurzen Lebens-Notizen) |
| 58     |          | Ludwig von Wil Schweizer Kapuzinermönch, vormals Chorherr von Beromünster (1594–1663) (Biogramm in den Kurzen Lebens-Notizen) |
| 59     |          | Heinrich Fleckenstein Schweizer Ritter, Grossrat und Schultheiss von Luzern (1578–1664) (Biogramm in den Kurzen Lebens-Notizen) |
| 60     |          | Kaspar Meglinger Schweizer Maler (Biogramm in den Kurzen Lebens-Notizen) |
| 61     |          | Johann Geißler Orgelbauer aus Salzburg, verstorben ca. 1670 in Luzern (Biogramm in den Kurzen Lebens-Notizen) |
| 62     |          | Niklaus Gerbistorf Schweizer Theologe und Chorherr zu St. Beromünster (verstarb 1672) (Biogramm in den Kurzen Lebens-Notizen) |
| 63     |          | Ludwig Hartmann Staatsschreiber von Luzern (1603–1673) (Biogramm in den Kurzen Lebens-Notizen) |
| 64     |          | Christof Pfyffer von Altishofen Schultheiss von Luzern (1593–1673) (Biogramm in den Kurzen Lebens-Notizen) |
| 65     |          | Alphons von Sonnenberg Schultheiss von Luzern (1603–1674) (Biogramm in den Kurzen Lebens-Notizen) |
| 66     |          | Eustach Wy Schweizer Franziskaner und Theologe (verstorben 1675) (Biogramm in den Kurzen Lebens-Notizen) |
| 67     |          | Franz von Sonnenberg Großprior des deutschen Johanniterordens (Biogramm in den Kurzen Lebens-Notizen) |
| 68     |          | Eustach von Sonnenberg Schweizer Staatsmann, Schultheiss von Luzern (1609–1686) (Biogramm in den Kurzen Lebens-Notizen) |
| 69     |          | Ludwig Pfyffer von Altishofen 11. Kommandant der Schweizer Garde (Biogramm in den Kurzen Lebens-Notizen) |
| 70     |          | Gregor Fleischlin Schweizer Benediktiner, Abt des Klosters Engelberg (1626–1686) (Biogramm in den Kurzen Lebens-Notizen) |
| 71     |          | Franz Pfyffer Schweizer Gardehauptmann (1634–1689) (Biogramm in den Kurzen Lebens-Notizen) |
| 72     |          | Joseph Meglinger Schweizer Konventuale im Zisterzienserkloster Wettingen (1634–1695) (Biogramm in den Kurzen Lebens-Notizen) |
| 73     |          | Aurel zur Gilgen Schweizer Staatsmann, Politiker und Hauptmann (1630–1696) (Biogramm in den Kurzen Lebens-Notizen) |
| 74     |          | Mauriz Anderallmend Vorstand des Chorherrenstiftes St. Michael in Beromünster (Biogramm in den Kurzen Lebens-Notizen) |
| 75     |          | Rudolf Mohr Schultheiss von Luzern (1624–1701) (Biogramm in den Kurzen Lebens-Notizen) |
| 76     |          | Johann Karl Balthasar Luzerner Schultheiss (1648–1703) (Biogramm in den Kurzen Lebens-Notizen) |
| 77     |          | Bonifaz Tschupp Schweizer Benediktiner, Abt des Klosters Pfäfers (1628–1706) (Biogramm in den Kurzen Lebens-Notizen) |
| 78     |          | Johann Rudolf Dürler Schultheiss von Luzern (1645–1712) (Biogramm in den Kurzen Lebens-Notizen) |
| 79     |          | Bernard Schumacher Schweizer Zisterzienser und Theologe, Prior im Kloster Salem (1652–1713) (Biogramm in den Kurzen Lebens-Notizen) |
| 80     |          | Johann Martin Schwytzer von Buonas Staatsmann und Vogt in Luzern (1634–1713) (Biogramm in den Kurzen Lebens-Notizen) |
| 81     |          | Karl Anton Amrhyn Schultheiss von Luzern (1660–1714) (Biogramm in den Kurzen Lebens-Notizen) |
| 82     |          | Lorenz Franz Fleckenstein Schweizer Staatsmann, Schultheiss von Luzern (1645–1715) (Biogramm in den Kurzen Lebens-Notizen) |
| 83     |          | Leodegar Bürgisser Abt des Benediktinerklosters St. Gallen (1640–1717) (Biogramm in den Kurzen Lebens-Notizen) |
| 84     |          | Niklaus Ludwig Peyer Schweizer Theologe, apostolischer Protonotar und Probst von St. Leodegar im Hof in Luzern (Biogramm in den Kurzen Lebens-Notizen) |
| 85     |          | Wilhelm Krauer Schweizer Goldschmied und Münzmeister (1661–1718) (Biogramm in den Kurzen Lebens-Notizen) |
| 86     |          | Johann Albert Anderallmend Schweizer Politiker, Soldat und Rittmeister (verstarb in Den Haag um 1720) (Biogramm in den Kurzen Lebens-Notizen) |
| 87     |          | Leodegar Keller Schweizer Landschreiber, Kleinrat und Salzdirektor (Biogramm in den Kurzen Lebens-Notizen) |
| 88     |          | Kolumban von Sonnenberg Schweizer Grossrath von Luzern, Kapuziner Guardian (1663–1725) (Biogramm in den Kurzen Lebens-Notizen) |
| 89     |          | Bonifaz Zur Gilgen Schweizer Benediktiner, Abt des Klosters Pfäfers (1664–1725) (Biogramm in den Kurzen Lebens-Notizen) |
| 90     |          | Josef Alexander Göldlin Schweizer Oberst (-1726) (Biogramm in den Kurzen Lebens-Notizen) |
| 91     |          | Karl Christoph Dulliker Schweizer Politiker, Schultheiss von Luzern (Biogramm in den Kurzen Lebens-Notizen) |
| 92     |          | Beat Balthasar Luzerner Politiker (Biogramm in den Kurzen Lebens-Notizen) |
| 93     |          | Johann Kaspar Anderallmend Hauptmann der herzoglichen Leibgarde zu Lothringen, Luzerner Politiker (Biogramm in den Kurzen Lebens-Notizen) |
| 94     |          | Ferdinand Mayr von Baldegg OFM Conv, Doktor der Theologie, Generalkommissar der Lütticher Provinz (Biogramm in den Kurzen Lebens-Notizen) |
| 95     |          | Jakob Moritz Anderallmend Chorherr, Custos und Senior des Stifts zu Beromünster (Biogramm in den Kurzen Lebens-Notizen) |
| 96     |          | Johann Augustin Mahler Dekan in Rothenburg (Biogramm in den Kurzen Lebens-Notizen) |
| 97     |          | Jakob Balthasar Vogtschreiber, Salzdirektor und Schultheiss von Luzern (Biogramm in den Kurzen Lebens-Notizen) |
| 98     |          | Hans Georg Hunkeler Schweizer Maler und Restaurator (Biogramm in den Kurzen Lebens-Notizen) |
| 99     |          | Peter Christoph von Göldlin k. k. Generalfeldmarschallleutnant ; Präsident der Administration des Königreichs Serbien (Biogramm in den Kurzen Lebens-Notizen) |
| 100    |          | Karl Niklaus Lang Schweizer Arzt und Mineraloge (Biogramm in den Kurzen Lebens-Notizen) |
| 101    |          | Franz Plazid Schumacher Landvogt, Twingherr, Luzerner Schultheiss (1677–1742) (Biogramm in den Kurzen Lebens-Notizen) |
| 102    |          | Vinzenz Acklin Profess im Benediktinerkloster Beinwil-Mariastein, Archivar, Registrator und Kapitelssekretär (Biogramm in den Kurzen Lebens-Notizen) |
| 103    |          | Jakob Frey Schweizer Kupferstecher und Verleger graphischer Werke (Biogramm in den Kurzen Lebens-Notizen) |
| 104    |          | Jost Bernhard Hartmann Luzerner Ratsmitglied, Schultheiss, Tagsatzungsgesandter, Landvogt (Biogramm in den Kurzen Lebens-Notizen) |
| 105    |          | Johann Joseph Dürler Luzerner Ratsmitglied, Obervogt zu Kaiserstuhl, Tagsatzungsgesandter (Biogramm in den Kurzen Lebens-Notizen) |
| 106    |          | Anton Leodegar Keller Schweizer Ratsmitglied, Vogt und Tagsatzungsgesandter (Biogramm in den Kurzen Lebens-Notizen) |
| 107    |          | Alfons Anton Pfyffer von Altishofen Hauptmann der herzogl. Lothringischen Schweizergarde und der römisch-kaiserlichen in Wien (Biogramm in den Kurzen Lebens-Notizen) |
| 108    |          | Bernhard Rusconi Profess im Benediktinerkloster Rheinau (Biogramm in den Kurzen Lebens-Notizen) |
| 109    |          | Aurel Zur Gilgen Schweizer Politiker, Schultheiss von Luzern, Tagsatzungsgesandter, Landvogt (Biogramm in den Kurzen Lebens-Notizen) |
| 110    |          | Robert Balthasar Abt des Klosters St. Urban, Oberaufseher über die Zisterzienserklöster in der Schweiz, Elsaß und Breisgau (Biogramm in den Kurzen Lebens-Notizen) |
| 111    |          | Jost Franz Halter Chorherr Stift im Hof (St. Leodegar) und Dichter (Biogramm in den Kurzen Lebens-Notizen) |
| 112    |          | Johann Thüring Göldlin von Tiefenau Schweizerischer Staatsmann, Salzdirektor, Schultheiß in Luzern und Tagsatzungsgesandter (Biogramm in den Kurzen Lebens-Notizen) |
| 113    |          | Philipp Anton Segesser von Brunegg Theologe, Missionar in Mexiko (Biogramm in den Kurzen Lebens-Notizen) |
| 114    |          | Franz Urs Balthasar Luzerner Politiker (1689–1763) (Biogramm in den Kurzen Lebens-Notizen) |
| 115    |          | Johann Anton Balthasar Schweizer Jesuit und Missionar in Mexiko (1697–1763) (Biogramm in den Kurzen Lebens-Notizen) |
| 116    |          | Leodegar Bürgisser Lehrte Philosophie- und Theologie, Provinzial des Franziskanerordens (Biogramm in den Kurzen Lebens-Notizen) |
| 117    |          | Alois Maria Pfyffer von Heidegg Barfüsser-Cameliter, Doktor der Theologie, Examinator der zur Bischofswürde bestimmten Priester in Rom (Biogramm in den Kurzen Lebens-Notizen) |
| 118    |          | Johann Martin Franz Anton Keller Luzerner Politiker, Stadtschreiber, Militär, Ritter des Mauritius- und Lazarusordens (Biogramm in den Kurzen Lebens-Notizen) |
| 119    |          | Ulrich Franz Joseph Segesser von Brunegg Luzerner Politiker, Schultheiss von Luzern, Landvogt (Biogramm in den Kurzen Lebens-Notizen) |
| 120    |          | Moritz Anton Kappeler Schweizer Arzt und Naturforscher (Biogramm in den Kurzen Lebens-Notizen) |
| 121    |          | Franz Ludwig Pfyffer von Altishofen Schweizer Militärpersonal. 15. Kommandeur der Päpstlichen Schweizer Garde (Biogramm in den Kurzen Lebens-Notizen) |
| 122    |          | Januarius Dangel Chordirektor und Komponist, Philosophie- und Theologieprofessor, Abt des Benediktinerklosters zu Rheinau (Biogramm in den Kurzen Lebens-Notizen) |
| 123    |          | Karl Rudolf Corragioni d'Orelli Stadtarzt von Luzern (Biogramm in den Kurzen Lebens-Notizen) |
| 124    |          | Franz Niklaus Leonz Balthasar Luzerner Tagsatzungsgesandter und Schultheiss (Biogramm in den Kurzen Lebens-Notizen) |
| 125    |          | Franz Xaver Anton Schiffmann apostolischer Protonotar, Chorherr und Stadtpfarrer St Leodegar, Luzern (1717–1776) (Biogramm in den Kurzen Lebens-Notizen) |
| 126    |          | Gallus Anton Frener Luzerner Stadtpfarrer, später Pfarrer in Luthern (Biogramm in den Kurzen Lebens-Notizen) |
| 127    |          | Benedikt Pfyffer von Altishofen Schweizer Theologe und Abt der Zisterzienserabtei St. Urban (Biogramm in den Kurzen Lebens-Notizen) |
| 128    |          | Josef Anton Leodegar Keller Stadtschreiber und Schultheiss von Luzern, Tagsatzungsgesandter (Biogramm in den Kurzen Lebens-Notizen) |
| 129    |          | Franz Urs Balthasar Absolvent des deutsch-ungarischen Kollegiums zu Rom ([1760] - † 1783) (Biogramm in den Kurzen Lebens-Notizen) |
| 130    |          | Joseph Xaver Schnyder von Wartensee Theologe, Aufklärer, Physiokrat; Pfarrer in Schüpfheim, Entlebuch (Biogramm in den Kurzen Lebens-Notizen) |
| 131    |          | Bernhard Ludwig Göldlin Theologe, Pfarrer in Luzern, Romoos und Inwil, Initiant der barocken Inwiler Pfarrkirche. Innerschweizer Aufklärer (Biogramm in den Kurzen Lebens-Notizen) |
| 132    |          | Honorat Peyer im Hof Benediktiner in St. Gallen, Professor der griechischen und hebräischen Sprache, Bibliothekar (Biogramm in den Kurzen Lebens-Notizen) |
| 133    |          | Caspar Joseph Schwendimann Schweizer Medailleur, Bossierer und Kupferstecher (1721–1786) (Biogramm in den Kurzen Lebens-Notizen) |
| 134    |          | Niklaus Rusconi Theologe, Luzerner Stadtpfarrer und Chorherr im Stift St. Leodegar im Hof (Biogramm in den Kurzen Lebens-Notizen) |
| 135    |          | Franz Josef Leodegar Castoreo Custos und Sekretär der Stift zu St. Leodegar im Hof, Protonotar und Kanzler des apostolischen Nuntius in der Schweiz (Biogramm in den Kurzen Lebens-Notizen) |
| 136    |          | Gerold Jost Franziskaner, Guardian im Kloster Werthenstein (Biogramm in den Kurzen Lebens-Notizen) |
| 137    |          | Franz Joseph Leonti Meyer von Schauensee Schweizer Komponist und Organist (Biogramm in den Kurzen Lebens-Notizen) |
| 138    |          | Karl Martin Keller Luzerner Staatsschreiber (Biogramm in den Kurzen Lebens-Notizen) |
| 139    |          | Walter Ludwig Leonz Amrhyn Vogt zu Ruswil, Tagsatzungsgesandter, Ratsherr, Luzerner Schultheiss (Biogramm in den Kurzen Lebens-Notizen) |
| 140    |          | Josef Leonz Hunkeler Landwirt, Schötzer Musterbauer auf dem Hof Buttenberg (Biogramm in den Kurzen Lebens-Notizen) |
| 141    |          | Alois Keller Theologe, Jesuit, Luzerner Stadtpfarrer, Probst des Stifts zu Bischofzell (Biogramm in den Kurzen Lebens-Notizen) |
| 142    |          | Josef Ignaz Xaver Pfyffer von Heidegg Luzerner Grossrat und Tagsatzungsgesandter, Schultheiss (Biogramm in den Kurzen Lebens-Notizen) |
| 143    |          | Josef Ignaz Zimmermann Schweizer Pädagoge und Jesuit (Biogramm in den Kurzen Lebens-Notizen) |
| 144    |          | Leodegar Salzmann Benediktiner, Abt von Engelberg (Biogramm in den Kurzen Lebens-Notizen) |
| 145    |          | Johann Melchior Wyrsch Schweizer Porträtist, Professor an der Ecole gratuite de peinture et de sculpture in Besançon, Gründer einer städtischen Zeichenschule in Luzern (Biogramm in den Kurzen Lebens-Notizen) |
| 146    |          | Constantin Reindl Priester, Komponist und Musikdirektor, Lehrer und Musikpräfekt am Jesuitenkollegium St. Xaver in Luzern (Biogramm in den Kurzen Lebens-Notizen) |
| 147    |          | Franz Ludwig Pfyffer von Wyher Schweizer Politiker und Topograf (Biogramm in den Kurzen Lebens-Notizen) |
| 148    |          | Maurus Meyer vonSchauensee Unterleutnant ins Schweizergarderegiment in Paris, wird 1791 französischer Staatsbürger und Brigadegeneral (Biogramm in den Kurzen Lebens-Notizen) |
| 149    |          | Ludwig Augustin Hartmann Franziskaner, Guardian in Ueberlingen, Solothurn und Luzern (Biogramm in den Kurzen Lebens-Notizen) |
| 150    |          | Karl Josef Kopp Hinterglasmaler und Priester (Biogramm in den Kurzen Lebens-Notizen) |
| 151    |          | Josef Ludwig Kasimir Krus Tagsatzungsgesandter, Landvogt, Luzerner Schultheiss (Biogramm in den Kurzen Lebens-Notizen) |
| 152    |          | Franz Regis Krauer Dichter, Professor für Rhetorik und Poesie am Jesuitenkolleg Luzern (Biogramm in den Kurzen Lebens-Notizen) |
| 153    |          | Joseph Rudolf Valentin Meyer Luzerner Politiker, Ratsherr und Landvogt (Biogramm in den Kurzen Lebens-Notizen) |
| 154    |          | Gerold Meyer von Schauensee Schweizer Benediktinermönch, Fürstabt des Klosters Muri (Biogramm in den Kurzen Lebens-Notizen) |
| 155    |          | Joseph Anton Felix von Balthasar Schweizer Historiker und Luzerner Politiker, Landvogt, Seckelmeister und Salzdirektor (Biogramm in den Kurzen Lebens-Notizen) |
| 156    |          | Ildefons Troxler Porträt- und Hinterglasmaler. Blumen- und Früchtestillleben, Bildnisse berühmter Luzerner (Biogramm in den Kurzen Lebens-Notizen) |
| 157    |          | Franz Xaver Keller Luzerner Politiker, Regierungsstatthalter und Schulheiss (Biogramm in den Kurzen Lebens-Notizen) |
| 158    |          | Franz Bernhard Göldlin von Tiefenau Stiftspropst zu Beromünster; Generalvikar des schweizerischen Teils des Bistums Konstanz (Biogramm in den Kurzen Lebens-Notizen) |
| 159    |          | Ludwig Meyer von Schauensee Maschinenfabrikant, Luzerner Münzmeister (Biogramm in den Kurzen Lebens-Notizen) |
| 160    |          | Anton Lottenbach Professor der Rhetorik, Luzerner Gymnasiallehrer (Biogramm in den Kurzen Lebens-Notizen) |
| 161    |          | Alphons Pfyffer von Heidegg Luzerner Grossrat, Volksrepräsentant und helvetischer Senator; Staatsschreiber von Luzern (Biogramm in den Kurzen Lebens-Notizen) |
| 162    |          | Josef Reinhard Maler und Zeichner. Porträts, Trachtenbilder und religiöse Themen, Schultheissenbildnisse für das Luzerner Rathaus (Biogramm in den Kurzen Lebens-Notizen) |
| 163    |          | Thaddäus Müller Rhetoriklehrer am Luzerner Gymnasium, Stadtpfarrer von Luzern, bischöflicher Kommissar, Chorherr am Stift St. Leodegar (Biogramm in den Kurzen Lebens-Notizen) |
| 164    |          | Alois Gügler Professor, katholischer Theologe, Chorherr am Stift St. Leodegar Luzern (Biogramm in den Kurzen Lebens-Notizen) |
| 165    |          | Heinrich Krauer Schweizer Staatsmann, Arzt, Politiker (Biogramm in den Kurzen Lebens-Notizen) |
| 166    |          | Franz Joseph Stalder Pfarrer, Begründer der schweizerdeutschen Dialektologie, Chorherr in Beromünster (Biogramm in den Kurzen Lebens-Notizen) |
| 167    |          | Eduard Pfyffer Jurist, Schweizer Staatsmann und Politiker, Tagsatzungsgesandter (Biogramm in den Kurzen Lebens-Notizen) |
| 168    |          | Clemens Purtschert Mönch im Kapuzinerkloster Luzern (Biogramm in den Kurzen Lebens-Notizen) |
| 169    |          | Jost Zimmermann Mechaniker, Schütze (Biogramm in den Kurzen Lebens-Notizen) |
| 170    |          | Josef Mariä Businger Pfarrer, Chorherr, Archivar, Historiker (Biogramm in den Kurzen Lebens-Notizen) |
| 171    |          | Josef Anton Xaver Balthasar Schweizerischer Staatsmann, Bibliothekar, Historiker (Biogramm in den Kurzen Lebens-Notizen) |
| 172    |          | Jost Bernhard Häfliger Pfarrer, Förderer des Landschulwesens und Pionier der schweizerdeutschen Mundartliteratur (Biogramm in den Kurzen Lebens-Notizen) |
| 173    |          | Karl Gisler Lehrer an der Stadtschule Luzern, Chorherr am St. Leodegarstift im Hof Luzern (Biogramm in den Kurzen Lebens-Notizen) |
| 174    |          | Vinzenz Rüttimann Luzerner Politiker, Schweizer Staatsmann (Biogramm in den Kurzen Lebens-Notizen) |
| 175    |          | Joseph Widmer Professor für Theologe und Philosophie Hochschullehrer, Chorherr am Stift St. Leodegar im Hof in Luzern, Domprobst in Beromünster (Biogramm in den Kurzen Lebens-Notizen) |
| 176    |          | Louis Pfyffer von Wyher Luzerner Politiker, Architekt, Experte für Theaterbau (Biogramm in den Kurzen Lebens-Notizen) |
| 177    |          | Jakob Waldis Stadtpfarrer in Luzern, Probst am St. Leodogar Stift im Hof (Biogramm in den Kurzen Lebens-Notizen) |
| 178    |          | Johann Melchior Mohr Katholischer Geistlicher und Politiker der Helvetik, Chorherr am Stift St. Leodegar Luzern (Biogramm in den Kurzen Lebens-Notizen) |
| 179    |          | Joseph Karl Amrhyn Politiker, Luzerner Schultheiss und Tagsatzungsgesandter (Biogramm in den Kurzen Lebens-Notizen) |
| 180    |          | Franz Bernard Meyer von Schauensee Schweizergardist, Politiker, beruflich betrieb er in Luzern Handels-, Speditions- und Kommissionsgeschäfte (Biogramm in den Kurzen Lebens-Notizen) |
| 181    |          | Ludwig von Sonnenberg General und Politiker (Biogramm in den Kurzen Lebens-Notizen) |
| 182    |          | Adolf von Hertenstein Schweizer Jurist und Politiker (Biogramm in den Kurzen Lebens-Notizen) |
| 183    |          | Josef Isaak Postkontrolleur, Luzerner Regierungsrat, Präsident der Schützengesellschaft der Stadt Luzern (Biogramm in den Kurzen Lebens-Notizen) |
| 184    |          | Joseph Anton Salzmann Probst am Stift St. Leodegar im Hof Luzern, Bischof von Basel (Biogramm in den Kurzen Lebens-Notizen) |
| 185    |          | Felix Balthasar Schweizer Politiker (liberal), Luzerner Regierungsrat, 1848–54 Stadtrat und Stadtpräsident von Luzern, Präsident der Korporationsgüter-Verwaltung der Stadt Luzern. (Biogramm in den Kurzen Lebens-Notizen)                                                                                             |
| 186    |          | Jakob Kopp Luzerner Regierungs- und Nationalrat, Tagsatzungsgesandter, Jurist, Politiker (Biogramm in den Kurzen Lebens-Notizen) |
| 187    |          | Jost Vinzenz Ostertag Lehrer, Bibliothekar an der Bürgerbibliothek Luzern (Biogramm in den Kurzen Lebens-Notizen) |
| 188    |          | Jakob Robert Steiger Schweizer Arzt und Politiker (Biogramm in den Kurzen Lebens-Notizen) |
| 189    |          | Alois zur Gilgen d'Orelli Luzerner Regierungsrat, Oberstleutnant, Postdirektor (Biogramm in den Kurzen Lebens-Notizen) |
| 190    |          | Josef Burkard Leu Schweizer römisch-katholischer Theologe, Geistlicher und Hochschullehrer (Biogramm in den Kurzen Lebens-Notizen) |
| 191    |          | Ignaz Paul Vital Troxler Schweizer Arzt, Politiker und Philosoph (Biogramm in den Kurzen Lebens-Notizen) |
| 192    |          | Georg Sigrist Pfarrer, Chorherr, Kantonsschulinspektor und Mitglied des Erziehungsrats in Luzern (Biogramm in den Kurzen Lebens-Notizen) |
| 193    |          | Joseph Eutych Kopp Schweizer Historiker, Dichter und Politiker (Biogramm in den Kurzen Lebens-Notizen) |
| 194    |          | Anastasius Hartmann Schweizer Kapuziner, Titularbischof, Apostolischer Vikar von Bombay und Patna (Biogramm in den Kurzen Lebens-Notizen) |
| 195    |          | Franz Xaver Schnyder von Wartensee schweizerischer Komponist und Musikautor (Biogramm in den Kurzen Lebens-Notizen) |
| 196    |          | Leopold Nägeli Luzerner Musiker und Komponist. Priester im Kloster St. Urban (Biogramm in den Kurzen Lebens-Notizen) |
| 197    |          | Kasimir Pfyffer von Altishofen Schweizer Jurist, Politiker und Publizist (1794–1875) (Biogramm in den Kurzen Lebens-Notizen) |
| 198    |          | Alois Lütolf Schweizer Kirchenhistoriker und Sagensammler (Biogramm in den Kurzen Lebens-Notizen) |
| 199    |          | Joseph Schneller Historiker, Stadtarchivar in Luzern (Biogramm in den Kurzen Lebens-Notizen) |
| 200    |          | Josef Ineichen Physiker, Mathematiker, Luzerner Politiker (Biogramm in den Kurzen Lebens-Notizen) |
| 201    |          | Anton Wapf Gastwirt, Luzerner Politiker, Nationalrat (Biogramm in den Kurzen Lebens-Notizen) |
| 202    |          | Jakob Josef Zelger Schweizer Maler (Biogramm in den Kurzen Lebens-Notizen) |
| 203    |          | Philipp Anton von Segesser Schweizer Politiker und Historiker (Biogramm in den Kurzen Lebens-Notizen) |
| 204    |          | Josef Martin Knüsel Luzerner Regierungsrat, Schweizer Politiker: Nationalrat und Bundesrat (Biogramm in den Kurzen Lebens-Notizen) |
| 205    |          | Max Alphons Pfyffer von Altishofen Schweizer Architekt, Hotelier und Generalstabschef (Biogramm in den Kurzen Lebens-Notizen) |
| 206    |          | Josef Zingg Verwaltungsbeamter, Luzerner und Schweizer Politiker (Biogramm in den Kurzen Lebens-Notizen) |
| 207    |          | Aloys Fellmann Schweizer Maler (Genre- und Sittengemälde, Porträt und Karikatur. Zeichnung und Radierung) (Biogramm in den Kurzen Lebens-Notizen) |
| 208    |          | Franz Joseph Kaufmann Schweizer Paläontologe und Geologe, Gymnasiallehrer (Biogramm in den Kurzen Lebens-Notizen) |
| 209    |          | Franz Xaver Schwytzer von Buonas Ingenieur, Historiker (Biogramm in den Kurzen Lebens-Notizen) |
| 210    |          | Anton Tanner Schweizer katholischer Theologe und Propst des Stiftes St. Leodegar in Luzern (Biogramm in den Kurzen Lebens-Notizen) |
| 211    |          | Felix von Schumacher Schweizer Offizier und General in neapolitanischen Diensten (Biogramm in den Kurzen Lebens-Notizen) |
| 212    |          | Josef Vonmatt Schweizer Politiker, Luzerner Nationalrat, Jurist, Oberstleutnant (Biogramm in den Kurzen Lebens-Notizen) |
| 213    |          | Leodegar Corragioni d'Orelli Politiker, Bankier, Numismatiker in Luzern (Biogramm in den Kurzen Lebens-Notizen) |
| 214    |          | Heinrich Viktor von Segesser Schweizer Architekt und Divisionär (Biogramm in den Kurzen Lebens-Notizen) |
| 215    |          | Otto Suidter Apotheker, Luzerner Politiker (Biogramm in den Kurzen Lebens-Notizen) |
| 216    |          | Friedrich Wüest Schweizer Politiker (Biogramm in den Kurzen Lebens-Notizen) |
| 217    |          | Alois Räber Schweizer Jurist und Politiker (1834–1905) (Biogramm in den Kurzen Lebens-Notizen) |
| 218    |          | Josef Zemp Schweizer Politiker (Biogramm in den Kurzen Lebens-Notizen) |
| 219    |          | Christoph Schnyder Schweizer Musiker und Komponist (1826–1909) (Biogramm in den Kurzen Lebens-Notizen) |
| 220    |          | Josef Anton Schobinger Schweizer Politiker (Biogramm in den Kurzen Lebens-Notizen) |
| 221    |          | Julius Schnyder von Wartensee Schweizer Landwirt, Bankangestellter und Kantonspolitiker (Biogramm in den Kurzen Lebens-Notizen) |
| 222    |          | Edouard Huber Schweizer Sprachengelehrter, Sinologe und Indochinaforscher (Biogramm in den Kurzen Lebens-Notizen) |
| 223    |          | Theodor von Liebenau Schweizer Archivar, Schriftsteller und Geschichtsforscher (Biogramm in den Kurzen Lebens-Notizen) |
| 224    |          | Hermann Heller Schweizer Politiker (FDP) (Biogramm in den Kurzen Lebens-Notizen) |
| 225    |          | Ernst Alphons Ducloux Schweizer Politiker und Beamter (1850–1917) (Biogramm in den Kurzen Lebens-Notizen) |
| 226    |          | Johann Winkler Schweizer Jurist (1845–1918) (Biogramm in den Kurzen Lebens-Notizen) |
| 227    |          | Seraphin Xaver Weingartner Schweizer Fassaden- und Wandmaler; erster Direkter der Luzerner Kunstgewerbeschule (1844–1919) (Biogramm in den Kurzen Lebens-Notizen) |
| 228    |          | Anton Schürmann Schweizer Chronist und Stadtschreiber von Luzern (1832–1920) (Biogramm in den Kurzen Lebens-Notizen) |
| 229    |          | Josef Düring Schweizer Politiker, Präsident des Ständerats, Staatsschreiber von Luzern (1860–1920) (Biogramm in den Kurzen Lebens-Notizen) |
| 230    |          | Carl Spitteler Schweizer Dichter und Schriftsteller (Biogramm in den Kurzen Lebens-Notizen) |
| 231    |          | Eduard Herzog erster christkatholischer Bischof der Schweiz (Biogramm in den Kurzen Lebens-Notizen) |
| 232    |          | Johann Amberg Schweizer röm.-katholischer Priester (1844–1924) (Biogramm in den Kurzen Lebens-Notizen) |
| 233    |          | Josef Leopold Brandstetter Schweizer Arzt und Gelehrter (Biogramm in den Kurzen Lebens-Notizen) |
| 234    |          | Emil Sidler Schweizer Bankmanager, Philanthrop (Biogramm in den Kurzen Lebens-Notizen) |
| 235    |          | Placid Meyer von Schauensee Schweizer Jurist und Richter (1850–1931) (Biogramm in den Kurzen Lebens-Notizen) |
| 236    |          | Alfred Gurdi Schweizer Jurist (1852–1932) (Biogramm in den Kurzen Lebens-Notizen) |
| 237    |          | Albert Meyenberg Schweizer Theologe (1861–1934) (Biogramm in den Kurzen Lebens-Notizen) |
| 238    |          | Arnold Theiler Schweizer Tierarzt in Südafrika (Biogramm in den Kurzen Lebens-Notizen) |
| 239    |          | Hugo Siegwart Schweizer Bildhauer und Medailleur (Biogramm in den Kurzen Lebens-Notizen) |
| 240    |          | Hans Bachmann Schweizer Hydrobiologe (1866–1940) (Biogramm in den Kurzen Lebens-Notizen) |
| 241    |          | Jakob Zimmerli Schweizer Politiker (FDP) (Biogramm in den Kurzen Lebens-Notizen) |
| 242    |          | Renward Brandstetter schweizerischer Sprachwissenschaftler (Biogramm in den Kurzen Lebens-Notizen) |
| 243    |          | Karl Meyer Schweizer Historiker (Biogramm in den Kurzen Lebens-Notizen) |
| 244    |          | Max S. Wey Schweizer Politiker (FDP) (Biogramm in den Kurzen Lebens-Notizen) |
| 245    |          | Heinrich Walther Schweizer Politiker (Katholisch-Konservative) (Biogramm in den Kurzen Lebens-Notizen) |
| 246    |          | Josef Anton Häfliger Schweizer Pharmaziehistoriker (1873–1954) (Biogramm in den Kurzen Lebens-Notizen) |
| 247    |          | Josef Vital Kopp Schweizer Theologe und Schriftsteller (Biogramm in den Kurzen Lebens-Notizen) |
| 248    |          | Kuno Müller Schweizer Anwalt und Schriftsteller (1896–1970) (Biogramm in den Kurzen Lebens-Notizen) |
| 249    |          | Benno Gut Schweizer Ordensgeistlicher, Benediktiner, Abtprimas, Kurienkardinal (Biogramm in den Kurzen Lebens-Notizen) |
| 250    |          | Robert Zünd Schweizer Maler (1827–1909) (Biogramm in den Kurzen Lebens-Notizen) |
| 251    |          | Johann Baptist Hilber Schweiz. Kirchenmusiker; Musiker; Musiker, Komponist, Direktor der Akademie für Schul- und Kirchenmusik Luzern (Biogramm in den Kurzen Lebens-Notizen) |
| 252    |          | Max Theiler südafrikanisch-US-amerikanischer Biologe (Biogramm in den Kurzen Lebens-Notizen) |
| 253    |          | Emilie Dormann Schweizer Krankenpflegerin und Ordensfrau, Erste Oberin der St.-Anna-Schwestern zu Luzern (1872–1950) (Biogramm in den Kurzen Lebens-Notizen) |
| 254    |          | Otto Karrer deutscher und Schweizer katholischer Theologe (Biogramm in den Kurzen Lebens-Notizen) |
| 255    |          | Anna Neumann Schweizer Ärztin (1868–1946) (Biogramm in den Kurzen Lebens-Notizen) |
| 256    |          | Alois Troller Schweizer Rechtswissenschaftler (1906–1987) (Biogramm in den Kurzen Lebens-Notizen) |
| 257    |          | Robert Käppeli Schweizer Manager (Biogramm in den Kurzen Lebens-Notizen) |
| 258    |          | Eduard Josef Gübelin Schweizer Juwelier und Pionier der Edelsteinforschung (Biogramm in den Kurzen Lebens-Notizen) |
| 259    |          | Maria Leberer Schweizer Hebamme, Gründerin des Kinderhauses Weidmatt, Wolhusen (1908–1998) (Biogramm in den Kurzen Lebens-Notizen) |
| 260    |          | Josi Meier Schweizer Politikerin (CVP) (Biogramm in den Kurzen Lebens-Notizen) |
| 261    |          | Maria Amrein-Troller Gründerin des Gletschergartens Luzern (1849–1931) (Biogramm in den Kurzen Lebens-Notizen) |
| 262    |          | Hans Erni Maler, Grafiker und Bildhauer (1909–2015) |